# Bulbinella gibbsii
Bulbinella gibbsii är en grästrädsväxtart som beskrevs av Leonard C. Cockayne. Bulbinella gibbsii ingår i släktet Bulbinella och familjen grästrädsväxter.

## Underarter
Arten delas in i följande underarter:
- B. g. balasifera
- B. g. gibbsii